# Río Sarmiento
Río Sarmiento är en flodgren i Argentina.   Den ligger i provinsen Buenos Aires, i den centrala delen av landet, 30 km nordväst om huvudstaden Buenos Aires.
Omgivningen kring Río Sarmiento är i huvudsak tätbebyggd. Området är tätbefolkat, med 570 invånare per kvadratkilometer.